# Edukacja Grace
Edukacja Grace (ang. Girl in Progress) – amerykański komediodramat z 2012 roku w reżyserii Patricii Riggen. Wyprodukowany przez Lionsgate Films.
Premiera filmu miała miejsce 11 maja 2012 roku w Stanach Zjednoczonych.

## Fabuła
Grace (Eva Mendes) samotnie wychowuje nastoletnią Ansiedad (Cierra Ramirez). Nie ma dla córki czasu. Tymczasem dziewczyna, zainspirowana powieścią o dojrzewaniu, planuje drastyczne kroki przejścia w dorosłość. Na jej liście jest m.in. seks z niewłaściwym chłopakiem.

## Obsada
- Eva Mendes – Grace
- Patricia Arquette – panna Armstrong
- Matthew Modine – doktor Harford
- Landon Liboiron – Trevor
- Raini Rodriguez – Tavita
- Russell Peters – Emile
- Brenna O’Brien – Valerie
- Tiera Skovbye – Jezabel
- Margot Berner – Chloe
- Robin Douglas – Olga
- Bernadette Beck – Shannon
- Rady Panov – Mike Ferguson
- June B. Wilde – nauczycielka
- Sean Mathieson – George
- Jocelyne Loewen – Becky
- Cierra Ramirez –  Ansiedad

## Zdjęcia
Zdjęcia do filmu realizowane były w Vancouver na terenie Kanady.